# Sjalduva
Sjalduva (Columba pulchricollis) är en asiatisk fågel i familjen duvor inom ordningen duvfåglar.

## Kännetecken

### Utseende
Sjalduvan är en 31-36 cm stor skogslevande duva. Huvudet är blågrått, nedåt övergående i en vit strupe. På nacken syns ett bred band bestående av svarta fjädrar med glansigt gulvita spetsar. Bröstet är grått, mot buk och undre stjärttäckare beige, de senare kontrasterande mot den mörka undersidan av stjärten.

### Läten
Lätet är ett upprepat, entonigt och lågt "whooh... whooh... whooh...".

## Utbredning och systematik
Sjalduvan förekommer från Indien till västra Kina, Tibet, Myanmar, nordvästra Thailand och Taiwan. Den har även nyligen noterats i norra Laos och norra Vietnam. Sjalduvan behandlas som monotypisk, det vill säga att den inte delas in i några underarter.

## Levnadssätt
Sjalduvan förekommer i både löv- och barrskog i bergstrakter på mellan 1200 och 3200 meters höjd. Den födosöker mestadels i trädkronor på jakt efter frukt, men intar även frön, säd, ekollon, kardemummabär och små sniglar. Fågeln häckar mellan maj och augusti. Fågeln är stannfågel, men kan förutta vandringar efter tillgången på frukt.

## Status och hot
Arten har ett stort utbredningsområde och en stor population, men tros minska i antal på grund av habitatförstörelse, dock inte tillräckligt kraftigt för att den ska betraktas som hotad. Internationella naturvårdsunionen IUCN kategoriserar därför arten som livskraftig (LC). Världspopulationen har inte uppskattats men den beskrivs som sällsynt och tillbakadragen.